# Unione Sportiva Foggia & Incedit 1963-1964
Questa pagina raccoglie i dati riguardanti l'Unione Sportiva Foggia & Incedit nelle competizioni ufficiali della stagione 1963-1964.

## Stagione
Il Foggia nel campionato di Serie B 1963-1964 si classifica al terzo posto e viene promosso per la prima volta in serie A, insieme a Varese e Cagliari.
In Coppa Italia, supera i primi due turni vincendo su Catania e Catanzaro con lo stesso punteggio (2-1), quindi viene eliminata al terzo turno dalla Roma (0-2 in casa), che poi vince il torneo.
Vince la Coppa delle Alpi B superando in un doppio confronto il Thun; 8-1 a Foggia; e vittoria esterna a Thun per 4-3.

## Organigramma societario
Area direttiva
- Presidente: Domenico Rosa Rosa

Area tecnica
- Allenatore: Oronzo Pugliese

## Rosa
| N. |                   | Ruolo | Calciatore         |
| -- | ----------------- | ----- | ------------------ |
|    | Italia (bandiera) | P     | Gastone Ballarini  |
|    | Italia (bandiera) | P     | Giuseppe Moschioni |
|    | Italia (bandiera) | P     | Sergio Notarnicola |
|    | Italia (bandiera) | D     | Angelo Bertuolo    |
|    | Italia (bandiera) | D     | Antonio Bettoni    |
|    | Italia (bandiera) | D     | Roberto Corradi    |
|    | Italia (bandiera) | D     | Antonio Ghedini    |
|    | Italia (bandiera) | D     | Matteo Rinaldi     |
|    | Italia (bandiera) | D     | Ambrogio Valadè    |
|    | Italia (bandiera) | C     | Sebastiano Bottaro |

| N. |                   | Ruolo | Calciatore           |
| -- | ----------------- | ----- | -------------------- |
|    | Italia (bandiera) | C     | Franco Danova        |
|    | Italia (bandiera) | C     | Vincenzo Faleo       |
|    | Italia (bandiera) | C     | Cataldo Gambino      |
|    | Italia (bandiera) | C     | Paolo Lazzotti       |
|    | Italia (bandiera) | C     | Lucignano            |
|    | Italia (bandiera) | C     | Antonio Santopadre   |
|    | Italia (bandiera) | A     | Pasquale Di Giovanni |
|    | Italia (bandiera) | A     | Cosimo Nocera        |
|    | Italia (bandiera) | A     | Roberto Oltramari    |
|    | Italia (bandiera) | A     | Francesco Patino     |

## Risultati

### Serie B

#### Girone di andata
| 15 settembre 1963 1ª giornata | Foggia & Incedit | 1 – 0 | Cosenza |  |

| 22 settembre 1963 2ª giornata | Cagliari | 1 – 0 | Foggia & Incedit |  |

| 29 settembre 1963 3ª giornata | Padova | 1 – 0 | Foggia & Incedit |  |

| 6 ottobre 1963 4ª giornata | Foggia & Incedit | 2 – 1 | Lecco |  |

| 13 ottobre 1963 5ª giornata | Foggia & Incedit | 3 – 0 | Prato |  |

| 27 ottobre 1963 6ª giornata | Catanzaro | 1 – 0 | Foggia & Incedit |  |

| 3 novembre 1963 7ª giornata | Foggia & Incedit | 1 – 1 | Parma |  |

| 10 novembre 1963 8ª giornata | Foggia & Incedit | 1 – 1 | Simmenthal-Monza |  |

| 17 novembre 1963 9ª giornata | Verona | 0 – 0 | Foggia & Incedit |  |

| 24 novembre 1963 10ª giornata | Brescia | 1 – 1 | Foggia & Incedit |  |

| 1º dicembre 1963 11ª giornata | Foggia & Incedit | 1 – 0 | Palermo |  |

| 8 dicembre 1963 12ª giornata | Foggia & Incedit | 1 – 0 | Napoli |  |

| 15 dicembre 1963 13ª giornata | Triestina | 1 – 1 | Foggia & Incedit |  |

| 22 dicembre 1963 14ª giornata | Udinese | 1 – 1 | Foggia & Incedit |  |

| 29 dicembre 1963 15ª giornata | Foggia & Incedit | 3 – 1 | Potenza |  |

| 5 gennaio 1964 16ª giornata | Pro Patria | 1 – 1 | Foggia & Incedit |  |

| 12 gennaio 1964 17ª giornata | Foggia & Incedit | 4 – 0 | Alessandria |  |

| 19 gennaio 1964 18ª giornata | Foggia & Incedit | 1 – 0 | Varese |  |

| 26 gennaio 1964 19ª giornata | Venezia | 1 – 2 | Foggia & Incedit |  |

#### Girone di ritorno
| 2 febbraio 1964 20ª giornata | Cosenza | 1 – 3 | Foggia & Incedit |  |

| 16 febbraio 1964 21ª giornata | Foggia & Incedit | 0 – 0 | Cagliari |  |

| 23 febbraio 1964 22ª giornata | Foggia & Incedit | 0 – 0 | Padova |  |

| 1º marzo 1964 23ª giornata | Lecco | 1 – 1 | Foggia & Incedit |  |

| 8 marzo 1964 24ª giornata | Prato | 0 – 0 | Foggia & Incedit |  |

| 15 marzo 1964 25ª giornata | Foggia & Incedit | 1 – 0 | Catanzaro |  |

| 22 marzo 1964 26ª giornata | Parma | 0 – 0 | Foggia & Incedit |  |

| 29 marzo 1964 27ª giornata | Simmenthal-Monza | 1 – 2 | Foggia & Incedit |  |

| 5 aprile 1964 28ª giornata | Foggia & Incedit | 1 – 0 | Verona |  |

| 12 aprile 1964 29ª giornata | Foggia & Incedit | 1 – 1 | Brescia |  |

| 26 aprile 1964 30ª giornata | Palermo | 0 – 0 | Foggia & Incedit |  |

| 3 maggio 1964 31ª giornata | Napoli | 3 – 0 | Foggia & Incedit |  |

| 10 maggio 1964 32ª giornata | Foggia & Incedit | 1 – 1 | Triestina |  |

| 17 maggio 1964 33ª giornata | Foggia & Incedit | 1 – 0 | Udinese |  |

| 24 maggio 1964 34ª giornata | Potenza | 0 – 0 | Foggia & Incedit |  |

| 31 maggio 1964 35ª giornata | Foggia & Incedit | 4 – 1 | Pro Patria |  |

| 7 giugno 1964 36ª giornata | Alessandria | 3 – 2 | Foggia & Incedit |  |

| 14 giugno 1964 37ª giornata | Varese | 2 – 1 | Foggia & Incedit |  |

| 21 giugno 1964 38ª giornata | Foggia & Incedit | 0 – 1 | Venezia |  |

## Statistiche

### Statistiche di squadra
| Competizione | Punti | In casa | In casa | In casa | In casa | In casa | In casa | In trasferta | In trasferta | In trasferta | In trasferta | In trasferta | In trasferta | Totale | Totale | Totale | Totale | Totale | Totale | DR  |
| Competizione | Punti | G       | V       | N       | P       | Gf      | Gs      | G            | V            | N            | P            | Gf           | Gs           | G      | V      | N      | P      | Gf     | Gs     | DR  |
| ------------ | ----- | ------- | ------- | ------- | ------- | ------- | ------- | ------------ | ------------ | ------------ | ------------ | ------------ | ------------ | ------ | ------ | ------ | ------ | ------ | ------ | --- |
| Serie B      | 46    | 19      | 12      | 6       | 1       | 27      | 8       | 19           | 3            | 10           | 6            | 15           | 19           | 38     | 15     | 16     | 7      | 42     | 27     | +15 |
| Coppa Italia |       | 2       | 1       | 0       | 1       | 2       | 3       | 1            | 1            | 0            | 0            | 2            | 1            | 3      | 2      | 0      | 1      | 4      | 4      | 0   |
| Totale       |       | 21      | 13      | 6       | 2       | 29      | 11      | 20           | 4            | 10           | 6            | 17           | 20           | 41     | 17     | 16     | 8      | 46     | 31     | +15 |

### Statistiche dei giocatori
| Giocatore      | Serie B  | Serie B | Coppa Italia | Coppa Italia | Totale   | Totale |
| Giocatore      | Presenze | Reti    | Presenze     | Reti         | Presenze | Reti   |
| -------------- | -------- | ------- | ------------ | ------------ | -------- | ------ |
| A. Bettoni     | 30       | 0       | ?            | ?            | 30+      | 0+     |
| A. Bertuolo    | 27       | 0       | ?            | ?            | 27+      | 0+     |
| S. Bottaro     | 5        | 0       | ?            | ?            | 5+       | 0+     |
| R. Corradi     | 14       | 1       | ?            | ?            | 14+      | 1+     |
| P. Di Giovanni | 3        | 0       | ?            | ?            | 3+       | 0+     |
| V. Faleo       | 35       | 1       | ?            | ?            | 35+      | 1+     |
| C. Gambino     | 36       | 6       | ?            | ?            | 36+      | 6+     |
| A. Ghedini     | 25       | 0       | ?            | ?            | 25+      | 0+     |
| P. Lazzotti    | 37       | 4       | ?            | ?            | 37+      | 4+     |
| G. Moschioni   | 38       | -27     | ?            | ?            | 38+      | -27+   |
| C. Nocera      | 38       | 15      | ?            | ?            | 38+      | 15+    |
| R. Oltramari   | 35       | 4       | ?            | ?            | 35+      | 4+     |
| F. Patino      | 12       | 2       | ?            | ?            | 12+      | 2+     |
| M. Rinaldi     | 33       | 3       | ?            | ?            | 33+      | 3+     |
| A. Santopadre  | 12       | 1       | ?            | ?            | 12+      | 1+     |
| A. Valadè      | 38       | 3       | ?            | ?            | 38+      | 3+     |